# جاده ئی۶۷ اروپا

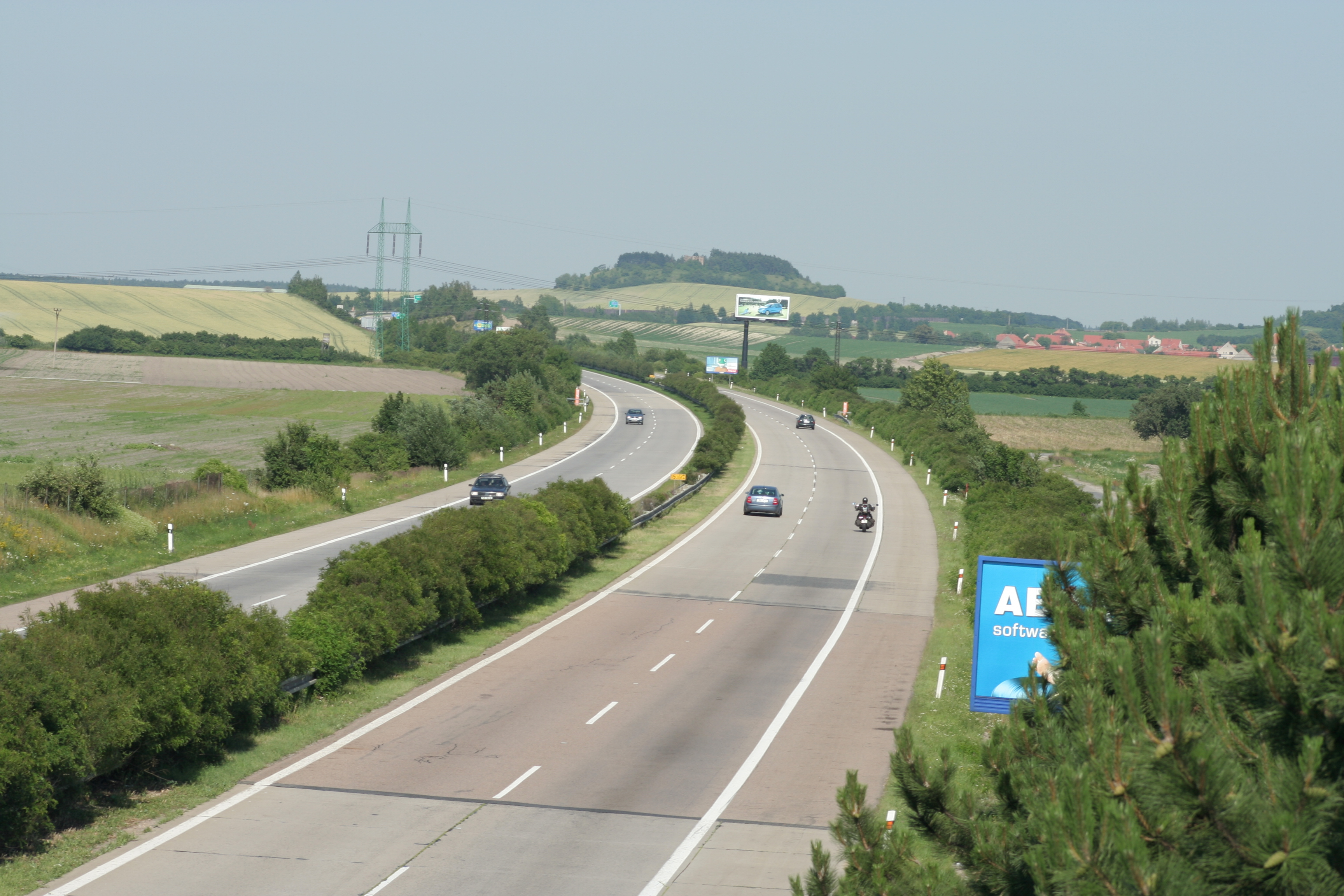
جاده ئی۶۷ اروپا در جمهوری چک

جاده ئی۶۷ اروپا (به انگلیسی: European route E67) یکی از جاده‌های اصلی قاره اروپا است.
این جاده که از شهر پراگ (جمهوری چک) شروع شده، در شهر هلسینکی (فنلاند) به پایان میرسد و مسافت آن ۱۶۷۳ کیلومتر است.